# Hawazin
Banu Hawāzin (en arabe : هَوَازِن) était une ancienne confédération tribale arabe préislamique de Hunayn (en) s'affirmant descendants de Hawazin, fils de Mansur, fils d'Ikrimah, fils de Khasafah, fils de Qays ʿAylān, fils de Mudar, fils de Nizar, fils de Ma'ad, fils d'Adnan, fils d'Aa'd, fils d'U'dud, fils de Sind, fils de Ya'rub, fils de Yashjub, fils de Nabeth, fils de Qedar, fils d'Ismaël, ou Ismaélites, fils d'Abraham,,,,,,. 

Dans la tradition orale et les études généalogique, la tribu moderne d'Otaibah (en) est les descendants de facto de la tribu Hawazin. Basés dans le Hedjaz à l'époque, ils faisaient partie du plus grand groupe tribal Qaysi, et étaient la principale force qui a combattu les Quraysh et Kinana pendant la guerre du Fijar à la fin du VIe siècle,,.     
En outre, la tribu se heurtait souvent à ses anciens mécènes, les Ghatafan, et à l'occasion, des sous-tribus des Hawazin se combattaient. La tribu a eu peu de contacts avec le prophète islamique Mahomet jusqu'en 630, date à laquelle ils ont été vaincus par lui à la bataille de Hunayn. Après la bataille, Mahomet a bien traité le chef Hawazin Malik ibn 'Awf al-Nasri. Néanmoins, la tribu Hawazin fut l'une des premières à se rebeller et à lutter contre la religion après la mort de Mahomet au VIIe siècle lors des guerres d'apostasie (ridda),,,.   
Les Hawazin étaient appelée «les grands crânes d'Arabie». Ils étaient caractérisés par la force, l'abondance et l'honneur. Le nom dérive de la notion que le crâne est la partie la plus importante du corps,,,.

## Origine et branches
La tribu était une sous-tribu d'un plus grand ensemble, celle des Qays. Dans les sources traditionnelles, les références aux Hawazin étaient souvent limitées à certains descendants de la tribu, tel ʿUjz Hawāzin (l'arrière de Hawazin). Les Hawazin comprenaient, elle aussi des sous-tribus telles que les Banu Sa'd (en) ibn Bakr ibn Hawazin, les Banu Nasr, les Bani Jusham ibn Mu'awiyah ibn Bakr ibn Hawazin, des Banu Thaqif (en) ibn Munabbih ibn Bakr ibn Hawazin et enfin des Banu 'Amir ibn Sa'sa'ah,.  Ces deux derniers étaient souvent regroupés séparément des autres sous-tribus Hawazin.

## Histoire

### Ère préislamique
Les Hawazin étaient des nomades pastoraux qui habitaient les steppes entre La Mecque et Médine. Au début des années 550, les Hawazin sont devenus une tribu vassale des Banu 'Abs, sous-tribu des Ghatafan, sous le chef Zuhayr ibn Jadhima (en),. Lorsque ce dernier a été tué par les Banu 'Amir, les Hawazin ont cessé leur hommage à Ghatafan,. Des batailles et des guerres sporadiques ont eu lieu les années suivantes, entre les Hawazin, alliés avec les Banu Sulaym, et les Ghatafan de l'autre. Plus rarement, il y avait des querelles intestines chez les Hawazin, entre les Banu Jusham et Banu Fazara .  
Pendant la guerre du Fijar à la fin du VIe siècle, les Hawazin et une grande partie des Qays, à l'exception du Ghatafan mais y compris les Banu 'Amir, Banu Muharib et Banu Sulaym, se sont battus contre les tribus Quraysh et Kinana. La guerre a été précipitée par l'assassinat de 'Urwa ibn al-Rahhal des Banu 'Amir par Al-Barrad ibn Qays al-Damri de Kinana alors que 'Urwa escortait une caravane lakhmide d'al-Hira vers Ukaz pendant la saison sainte; cela a été considéré comme un sacrilège par les Arabes, d'où le nom de la guerre, harb al-fijār (la guerre du sacrilège). Cet incident s'est produit au milieu d'une guerre commerciale entre les Quraysh de La Mecque et les Banu Thaqif de Ta'if ; ces derniers étaient à la fois des parents et des alliés des Hawazin. La guerre ne dure que quatre ans.  
Après avoir entendu la nouvelle de la mort d'Urwa, les Hawazin ont poursuivi Al-Barrad Qurayshi, protecteur de Harb ibn Umayya et d'autres chefs Qurayshi d'Ukaz à Nakhla; les Quraysh ont été vaincus, mais les chefs ont pu s'échapper à La Mecque. L'année suivante, les Hawazin sont de nouveau victorieux contre les Quraysh et Kinana à Shamta près d'Ukaz. Ce dernier est le site d'une autre bataille gagnée par les Hawazins l'année suivante. Les Quraysh et Kinana ont vaincu les Hawazin à Ukaz ou un site voisin appelé Sharab dans la quatrième grande bataille de la guerre du Fijar, mais les Hawazin ont récupéré et ont porté un coup contre les Quraysh dans les champs volcaniques d'al-Harrah au nord de La Mecque dans le cinquième et dernier engagement significatif de la guerre.  Par la suite, des affrontements mineurs se sont produits avant que la paix ne soit rétablie.

### Ère islamique
Il y avait peu de contact entre les Hawazin et le prophète islamique Mahomet, originaire de la tribu Quraysh. Cependant, les relations avec les Banu 'Amir étaient généralement bonnes. En outre, la nourrice de Mahomet, Halima bint Abu Dhu'ayb, venait de Banu Sa'd, une sous-tribu des Hawazin,,. Ce n'est que lors de l'entrée victorieuse de Mahomet à La Mecque que la première rencontre majeure entre les Hawazin et les musulmans s'est produite. Mahomet a appris que Malik ibn 'Awf du Banu Nasr mobilisait une grande force de tribus Hawazin et Thaqif près de La Mecque, menaçant ainsi la ville et les musulmans, et incitant les forces de Mahomet, dont 2000 membres d'une tribu Qurayshi, à affronter les forces de Malik lors de la bataille de Hunayn en 630.  Au cours de cet engagement, les Thaqif ont réussi à s'échapper à Ta'if, mais les Hawazin ont été mis en déroute et ont perdu une grande partie de leurs biens. Cependant, Mahomet s'est immédiatement réconcilié avec les Hawazin en lui rendant la femme et les enfants de Malik mais également en lui donnant en cadeau des chameaux et en reconnaissant sa chefferie du Hawazin. Lors de sa reddition, la tribu a été invitée à choisir entre récupérer les femmes qui avaient été capturées après la bataille ou les biens qui leur avaient été pris comme butin. Ils ont choisi les femmes,. Les Hawazin ont dû payer une somme pour récupérer leurs femmes et leurs enfants captifs.  
Les Hawazin ont mis fin à la sadaqa (don volontaire) donnée aux autorités musulmanes à Médine après la mort de Mahomet en 632, et comme beaucoup d'autres tribus arabes, Hawazin a participé au combat contre le successeur de Mahomet, Abu Bakr pendant la ridda. Ils ont été battus et retournent dans le giron islamique,. 

## Sources
- (en) Cet article est partiellement ou en totalité issu de l’article de Wikipédia en anglais intitulé « Hawazin » (voir la liste des auteurs).